# Волер (Эстфолл)
Волер (норв. Våler i Østfold) — коммуна в губернии Эстфолл в Норвегии. Административный центр коммуны — город Хиркебюгден. Официальный язык коммуны — букмол. Население коммуны на 2007 год составляло 4268 чел. Площадь коммуны Волер — 256,96 км², код-идентификатор — 0137.

## История населения коммуны
Население коммуны за последние 60 лет.

Статистика коммуны Волер